# Чарлз Овенс (тенісист)
Чарлз Овенс (англ. Charles Owens; нар. 31 липня 1950) — колишній американський тенісист.
Найвищу одиночну позицію світового рейтингу — 36 місце досяг 5 березня, 1975, парну — 105 місце — 1 березня, 1976 року.
Найвищим досягненням на турнірах Великого шолома було 3 коло в одиночному та парному розрядах.

## Фінали Гран-прі за кар'єру

### Одиночний розряд: 1 (0–1)
| Результат | W-L | Дата     | Турнір         | Покриття | Суперник   | Рахунок  |
| --------- | --- | -------- | -------------- | -------- | ---------- | -------- |
| Поразка   | 0–1 | Січ 1973 | Бірмінгем, США | Тверде   | Сенді Меєр | 7–5, 6–0 |

### Парний розряд: 2 (0–2)
| Результат | W-L | Дата     | Турнір           | Покриття  | Партнер     | Суперники                      | Рахунок  |
| --------- | --- | -------- | ---------------- | --------- | ----------- | ------------------------------ | -------- |
| Поразка   | 0–1 | Лют 1975 | Літл-Рок, США    | Килим (i) | Джефф Остін | Марсело Лара Беррі Філліпс-Мур | 4–6, 3–6 |
| Поразка   | 0–2 | Лис 1979 | Богота, Колумбія | Ґрунт     | Брюс Ніколз | Еміліо Монтаньйо Хайро Веласко | 2–6, 4–6 |